# Вос, Вим
Вим Вос (нидерл. Wim Vos; род. 1957) — нидерландский перкуссионист.

## Биография
Окончил Гаагскую Королевскую консерваторию по кафедре ударных у Франса ван дер Крана, занимался в мастер-классах у различных специалистов, в том числе у Боба Беккера. Играл в Роттердамском филармоническом оркестре, затем в гаагском Резиденц-оркестре. С 1986 г. преподаёт в Гаагской консерватории, в 2006—2008 гг. был её директором.
В 1977 г. был одним из соучредителей ансамбля перкуссионистов «Гаагская группа ударных» (нидерл. Slagwerkgroep Den Haag), в составе которого выступал на протяжении 15 лет. В 1992 г. основал другую группу перкуссионистов, «Anumadutchi», с которой выступает до сих пор.